# Rennellkroknäbb
Rennellkroknäbb (Clytorhynchus hamlini) är en fågel i familjen monarker inom ordningen tättingar.

## Utbredning och systematik
Fågeln är endemisk för ön Rennell som ligger i sydöstra delen av Salomonöarna). Den behandlas som monotypisk, det vill säga att den inte delas in i några underarter.

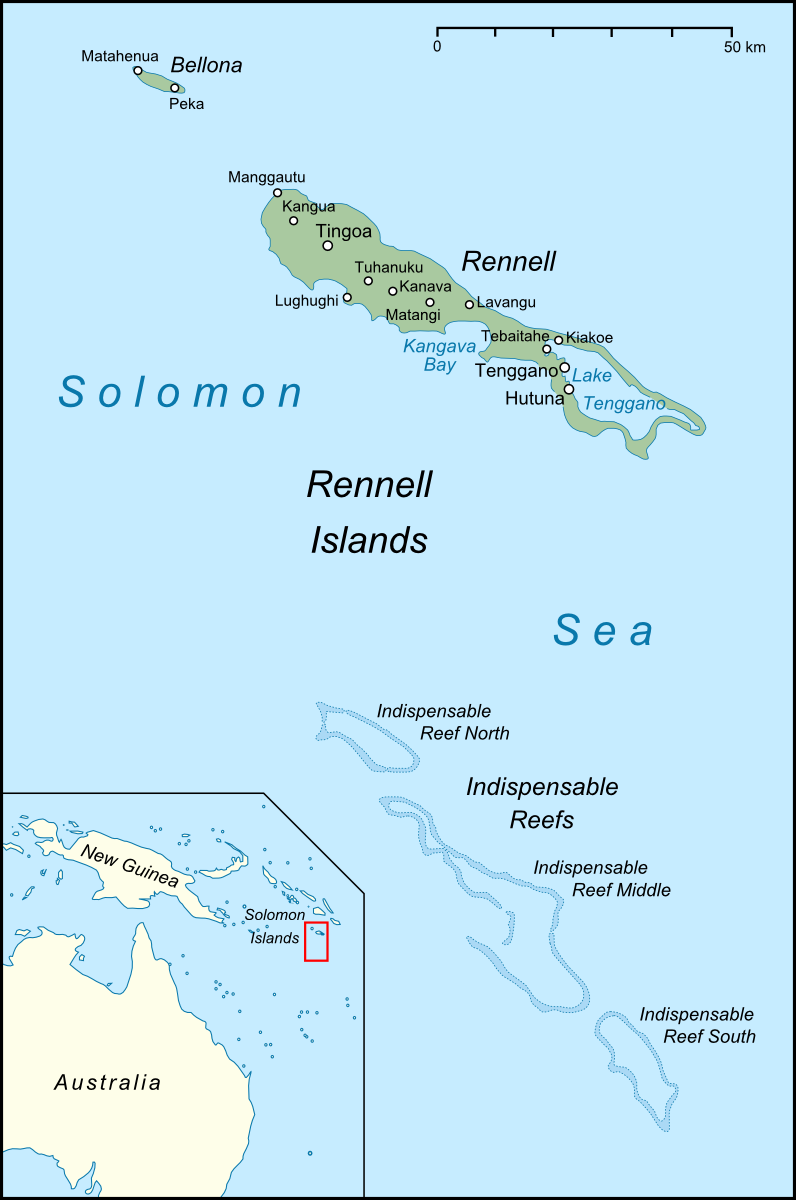
Fågeln förekommer enbart på Rennell i södra Salomonöarna.

## Status
IUCN kategoriserar arten som nära hotad.